# Jadwiga Szubartowicz
Jadwiga Szubartowicz (nascida Skawińska; 16 de outubro de 1905 – 20 de julho de 2017) foi uma supercentenária polonesa.

## Biografia
Szubartowicz nasceu em 16 de outubro de 1905 em Lublin, que fazia parte da Polônia do Congresso do Império Russo (hoje no sudeste da Polônia). Quando criança, passou vários anos com sua família em São Petersburgo, onde aos 12 anos testemunhou a Revolução de Outubro. Ela se formou na Escola Secundária Ursuline e concluiu estudos pedagógicos com sua irmã.
Durante a ocupação alemã, seu irmão foi preso. Depois de ser detido por uma semana no campo de concentração de Majdanek, ele foi libertado, mas depois foi preso pelos alemães em Cracóvia e enviado ao campo de concentração de Buchenwald, onde morreu. Ela testemunhou como a pintura A batalha de Grunwald de Jan Matejko foi movida para escondê-la dos alemães.
Em 1952, ela se casou com o soldado Antoni Szubartowicz, um veterano da Batalha de Monte Cassino.
Em 1 de agosto de 2015, após a morte de Jadwiga Młynek (1905-2015), Szubartowicz tornou-se a pessoa viva mais velha da Polônia. Yisrael Kristal nasceu na Polônia, mas se mudou para Israel depois da Segunda Guerra Mundial. A idade de Szubartowicz foi certificada pelo Gerontology Research Group, que lhe enviou saudações no seu 110.º aniversário, que comemorou em 16 de outubro de 2015.
Em 7 de março de 2017, por ocasião do Dia Internacional da Mulher, o presidente de Lublin Krzysztof Żuk apresentou-lhe a medalha comemorativa do 700.º aniversário da cidade. Na celebração, o músico Dariusz Tokarzewski tocou e cantou a canção Dwieście lat (Duzentos anos), uma variação na música de aniversário polonês Sto Lat (Cem anos).
No início de abril de 2017, Szubartowicz foi homenageada com uma visita oficial do arcebispo de Lublin Stanisław Budzik. Embora ela tivesse recuperado recentemente da pneumonia, ela estava com bom humor e gostou de conversar com o arcebispo. Tendo passado seus últimos meses em uma casa de cuidados, ela morreu às 14:10 em 20 de julho de 2017.